# 라즈돌나야강
라즈돌나야강(러시아어: Раздольная) 또는 수이펀강(중국어 간체자: 绥芬河, 정체자: 綏芬河, 병음: suífēn hé, 한자음: 수분하)은 중국 지린성 왕칭현 동부에서 발원해 헤이룽장성 둥닝시를 거쳐 러시아 연해주 남부의 아무르만에서 동해로 흐르는 강이다. 강의 총 길이는 443 km이고, 유역 면적은 17,321 km2이다.

## 역사
이 강은 발해 때는 솔빈강(率賓水), 금나라 때는 소빈강(蘇濱水), 명나라 때는 속평강(速平水), 청나라 때부터는 지금과 같이 수분강(綏芬河)이라고 썼다. 쓰인 한자는 다르지만, 모두 각 시대에 이 강을 부르던 만주어의 발음(sufin→suifun)을 한자로 음차(音借)한 것으로 해석된다. 강의 상류에는 시넬리코보 발해유적이 있다.

## 지리
대수이펀강(大綏芬河)이라고도 하는 수이펀강 상류는 중국 지린성 왕칭현 동부의 푸싱진(復興鎮) 판링산맥(盤嶺山脈) 북쪽 기슭에서 발원해 북류하다가 헤이룽장성 무단장시 둥닝시(東寧市)에서는 동쪽으로 흘러 다오허진(道河鎮)에서 소수이펀강과 합류한다. 소수이펀강(小綏芬河)은 헤이룽장성 무링시 동부의 흑송산(黑松山)에서 발원해 남류한다. 수이펀강의 중국 내 하천 길이는 253 km이고, 러시아 경내의 길이는 191 km이다.
우수리스크 인근의 저지대를 경유하기 때문에 동해로 흘러드는 한반도와 연해주의 강들 중에서 두만강을 제외하면 가장 넓은 유역 면적을 갖고 있다. 지류에는 그라니트나야강(99 km), 보리소프카강(86 km), 라코프카강(76 km) 등이 있으며, 이 일대의 중심도시 우수리스크는 1866년 라즈돌나야강과 라코프카강의 합류점에 건설된 도시다.

## 같이 보기
- 수빈강
- 우수리스크
- 솔빈부